# Genaemirum mesoleucum
Genaemirum mesoleucum là một loài tò vò trong họ Ichneumonidae.